# Kusma (Võru)
Kusma is een plaats in de Estlandse gemeente Võru vald, provincie Võrumaa. De plaats heeft de status van dorp (Estisch: küla) en telt 12 inwoners (2021).
Ten noorden van het dorp loopt de Tugimaantee 67, de secundaire weg van Võru naar Valga.

## Geschiedenis
Kusma werd voor het eerst genoemd in 1684 onder de naam Tilcke Kußma, een boerderij op het landgoed Alt-Kasseritz. Het bestuurscentrum van Alt-Kasseritz (Estisch: Vana-Kasaritsa) lag waar nu het dorp Kasaritsa ligt. De boer had waarschijnlijk de Russische naam Kuzma (Кузьма); Tilcke of Tilga  was misschien de naam van zijn voorganger. In 1765 was Kusma een dorp met de naam Kusëma, in 1798 heette het Kusma.
Tussen 1977 en 1998 maakte Kusma deel uit van het buurdorp Nooska.